# Demonax nigrofasciatus
Demonax nigrofasciatus là một loài bọ cánh cứng trong họ Cerambycidae.